# Mèo Levkoy Ukraina
Mèo Levkoy Ukraina (tiếng Ukraina: Український левкой) là một giống mèo có ngoại hình khác biệt, có tai gấp và hướng vào trong và không có lông. Những con mèo giống này có kích thước trung bình với một cơ thể dài, ngoại hình bao gồm cả vạm vỡ và mảnh mai. Chúng có làn da mềm mại, đàn hồi; da chúng dư thừa dẫn đến sự xuất hiện của các nếp nhăn. Loài này không được công nhận bởi bất kỳ tổ chức quốc tế, tổ chức và nhà lai tạo mèo quốc tế nào, chỉ có các câu lạc bộ mèo ở hai quốc gia là Ukraina và Nga.
Các đặc điểm đặc biệt của mèo Levkoy là: các đường góc cạnh đặc biệt của đầu và cấu trúc "bước" (hình dạng mặt chó), tai gập lại và đôi mắt hình quả hạnh lớn nhưng không rộng. Những con mèo thể hiện sự dị hình giới tính.

## Tính cách
Mèo Levkoy Ukraina là những con mèo thân thiện, vui tươi và thông minh. Levkoy rất hòa đồng, tận hưởng việc chung sống với con người hoặc gia đình cũng như chung sống của các vật nuôi trong nhà (ví dụ: chó, chuột, lợn). Mèo Levkoy không cần chải lông nhưng cần chăm sóc da đặc biệt để bảo vệ chống lại ánh nắng Mặt Trời trực tiếp và đặc biệt là trong điều kiện thời tiết lạnh giá.

## Sinh sản
Số lượng mèo con của giống mèo này trung bình trong một lứa đẻ là từ 3 đến 5 mèo con. Chúng cần sự chăm sóc đặc biệt liên tục trong khoảng 16 tuần. Mèo con hoàn toàn không có lông nên cần được chú ý cách đặc biệt, vì chúng có xu hướng yếu hơn những con mèo khác. Mèo Levkoy trưởng thành là những con mèo rất khỏe mạnh, nhanh nhẹn và lanh lợi.